# Michel Vorm
Michel Vorm (ur. 20 października 1983 w Nieuwegein) – holenderski piłkarz występujący na pozycji bramkarza.

## Kariera klubowa

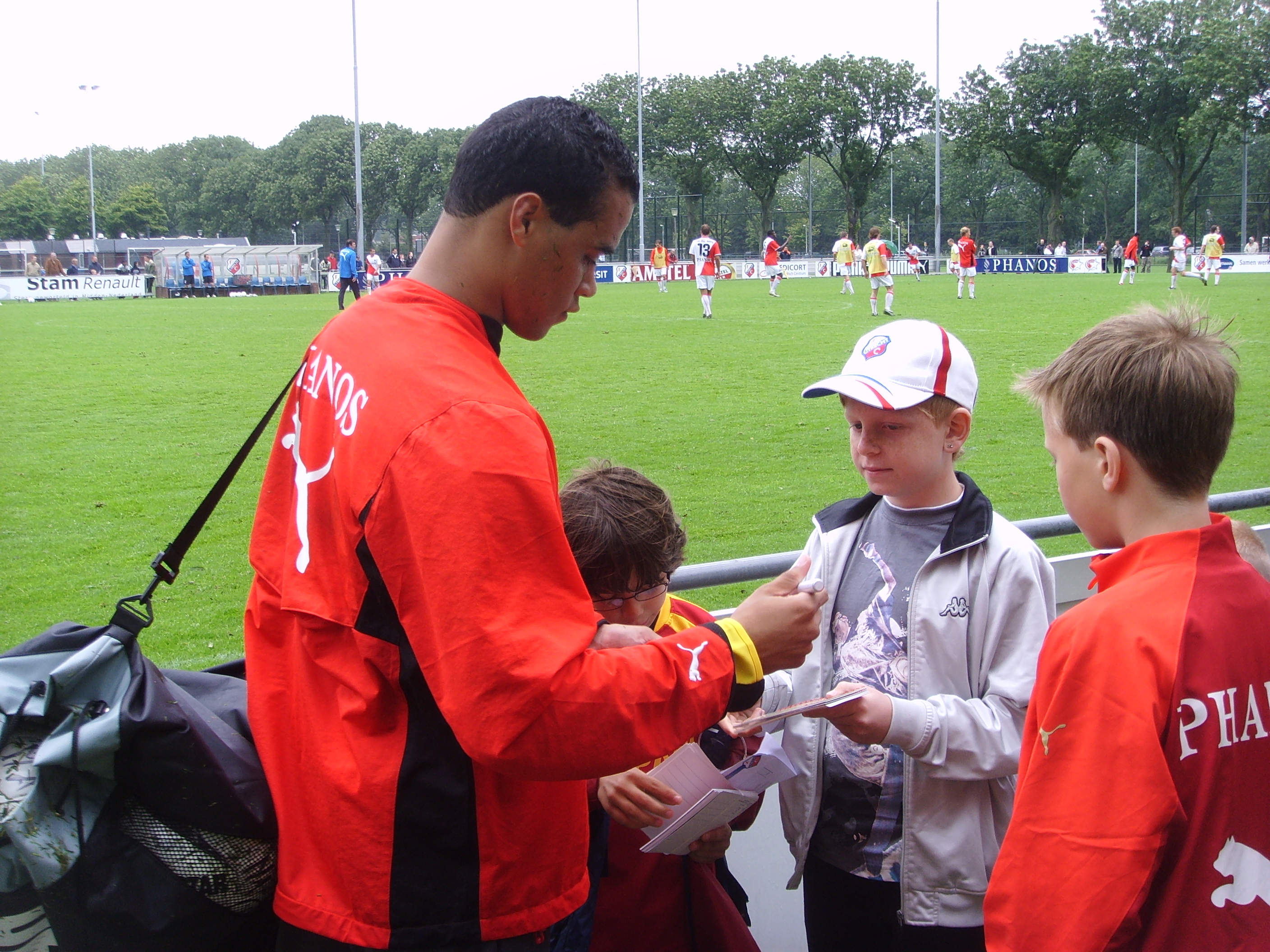
Vorm rozdający autografy.

Vorm jest wychowankiem JSV Nieuwegein. Potem przeszedł do juniorów FC Utrecht. W 2002 roku został przesunięty do jego rezerw. W 2005 roku został z nich wypożyczony do drugoligowego FC Den Bosch. W Eerste Divisie zadebiutował 12 sierpnia 2005 w przegranym 1:3 meczu FC Emmen. Przez cały sezon 2005/2006 rozegrał tam 35 ligowych spotkań. Potem powrócił do Utrechtu. W Eredivisie zadebiutował 19 sierpnia w przegranym 1:2 meczu z Willem II Tilburg. Od tego czasu stał się podstawowym bramkarzem Utrechtu. W sezonie 2006/2007 w lidze zagrał 33 razy (42 puszczone bramki), a także został wybrany przez kibiców Piłkarzem Roku w FC Utrecht. W sezonie 2007/2008 przez dłuższą część rozgrywek leczył kontuzję ramienia, a także kolana, w efekcie czego rozegrał 11 ligowych spotkań. W następnym sezonie ponownie stał się podstawowym bramkarzem Utrechtu (26 ligowych meczów).
W sierpniu 2011 roku Vorm przeszedł do Swansea City za 1,5 miliona funtów.
23 lipca 2014 przeszedł do Tottenhamu Hotspur.

## Kariera reprezentacyjna
W 2006 roku Vorm został powołany do reprezentacji Holandii U-21 na Mistrzostwa Europy U-21 w 2006 roku. Ten turniej został wygrany przez Holandię, jednak Vorm nie zagrał na nim ani razu, gdyż pierwszym bramkarzem był rezerwowym Kenneth Vermeer.
19 listopada 2008 w wygranym 3:1 towarzyskim meczu ze Szwecją Vorm zadebiutował w seniorskiej kadrze Holandii. Srebrny medalista Mistrzostw Świata w 2010 roku w Republice Południowej Afryki.

## Sukcesy

### Swansea City
- Puchar Ligi Angielskiej: 2012/2013

### Tottenham
- Finał Pucharu Ligi Angielskiej: 2014/2015
- Finał Ligi Mistrzów UEFA: 2018/2019

### Reprezentacja
- Mistrzostwa Świata 2010:  Srebro
- Mistrzostwa Świata 2014:  Brąz
- Mistrzostwo Europy U-21 2006:  Złoto